# 御釜神社

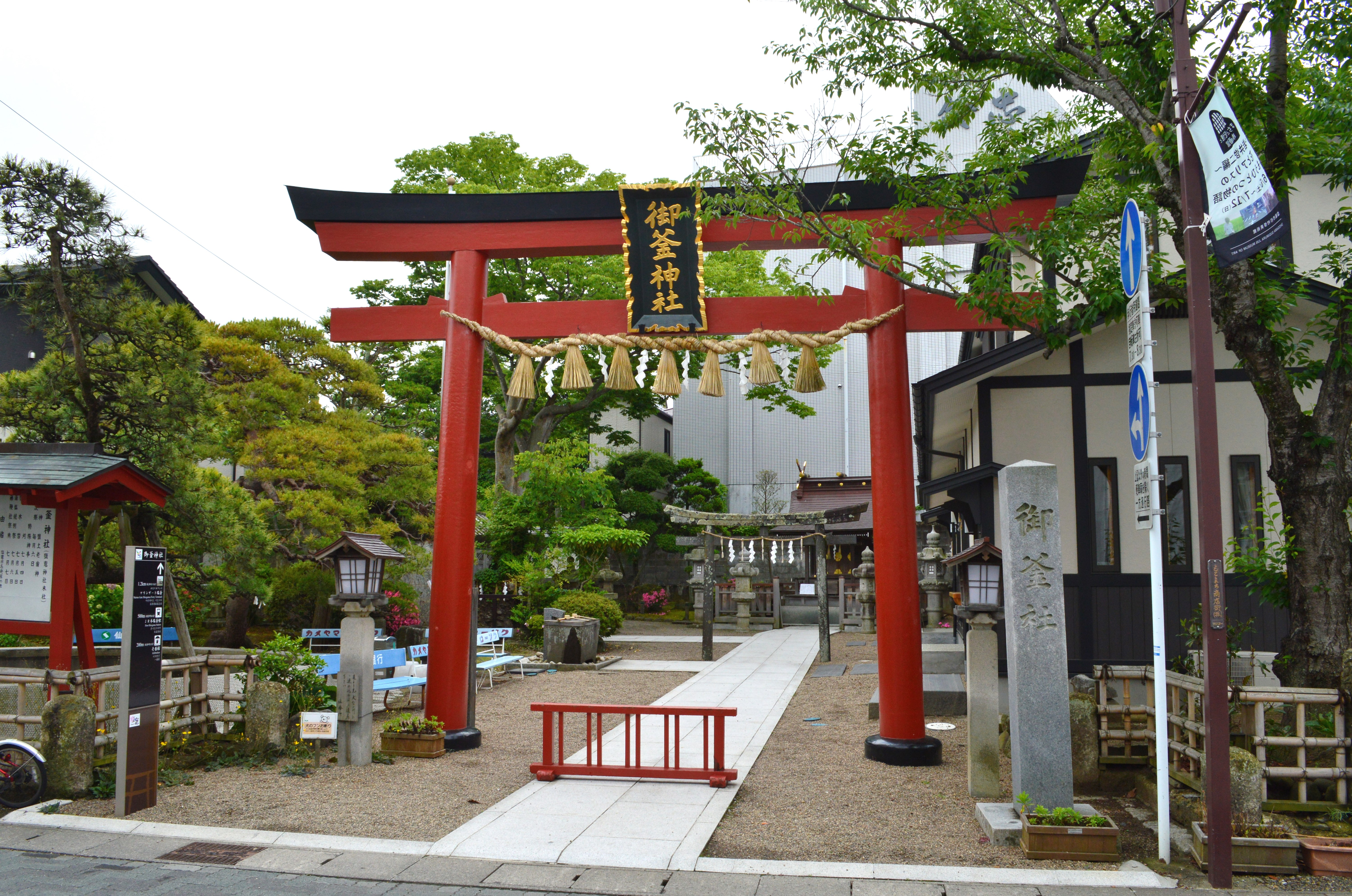
鳥居

御釜神社（おかまじんじゃ）は、宮城県塩竈市本町にある神社。現在は鹽竈神社の境外末社。
「塩竈」の地名の由来とされる竈が境内に安置される。また毎年7月には鹽竈神社例祭の神饌を調進する特殊神事「藻塩焼神事」が行われるなど、鹽竈神社の末社でも特別な位置づけにある。

## 祭神
祭神は次の1柱。
- 鹽土老翁神 - 鹽竈神社別宮の祭神と同神。

後述の製塩伝承から現在の祭神は鹽土老翁神1柱とされるが、『宮城県神社名鑑』では祭神を鹽土老翁神・奥津彦神・奥津姫神の3柱とする。

## 歴史

### 創建
創建時期は不明。境内には4口の竈が安置されており、『鹽竈社神籍』では、これらの竈は神代において鹽土老翁神が海水を煮て製塩する方法を人に教えた時のものと伝える。『遊行聖人縁起絵』（1300年頃）には塩竈津の風景に2口の竈が描かれており、この頃には既に塩竈のシンボルとして認識されたと見られる。
陸奥国国府・鎮守府が設置された多賀城の創建の頃、御釜神社では竈を使って塩作りが行われていたという。この古代製塩は、現在も続く特殊神事の「藻塩焼神事」に面影を残す。
『鹽竈社址審定考』では、鹽竈神社は元はこの御釜神社の地に鎮座し、仙台藩初代藩主の伊達政宗が慶長12年（1607年）に現在の一森山に遷座させたとする。しかし『鹽竈神社』では、この説に否定的な見解を示している。慶長年間に先立つ留守顕宗の時代に鹽竈神社は野火のため炎上し、棟札から天正年間（1573年-1593年）に再興されたことが分かっているが、留守文書中の『一宮鹽竈神社手記』に「顕宗公御代野火ニテ一宮御炎上、鹽竈御山近辺野火御禁制」として「御山」にあったと記されている。
『塩竈神社史』では、御水替神事の様子をもって御釜神社は鹽竈神社の竈神・大炊神の性格を持った竈殿であったとする説を挙げる。その中で、御釜神社は元々神饌が作られていた竈殿であったが、地主神が鹽土老翁神と考えられたことで鹽土老翁神が塩を作って民に教えたということになったとする。そして竈殿の機能も失われ、竈殿の釜だけが鹽土老翁神が塩を焼いた竈として残ったため神社として祀られるようになり、この竈を鹽竈神社の神体と見たり、御釜神社が鹽竈神社の故地とする誤解が生じたと推測する。

### 概史
安永3年（1774年）から天明8年（1788年）の間の著とされる『別当法蓮寺記』によれば、御釜神社には御釜太夫1名が置かれていたが、社家社僧が輪番によって奉仕していた鹽竈神社の社務には出仕せず、御釜神社の諸事に勤めることとされていた。また『塩竈神社史』によれば、御釜太夫の鈴木筑前家は肝入も輩出した塩竈検断家（検断は村方の役職）と一族であったという。「留守分限帳」では町在家とされていたが、寛永21年（1644年）の知行目録では社人となっている。
また『別当法蓮寺記』によれば、宝暦7年（1757年）に社殿の建て替えがあったという。
『肯山公治家記録』（4代藩主の伊達綱村治世の記録）や『塩竈町方留書』には、竈の水色の変化によってト占が行われていたことが記録されている。『塩竈町方留書』によれば、少なくとも寛永13年（1636年）からト占が行われ、その後も竈の水の変色が幾度もあったという。竈の水の変色は吉事あるいは凶事が起こる前兆といわれ、変色があった際は別当法蓮寺から仙台藩に届け出ることになっていた。
松尾芭蕉が『奥の細道』の旅を行った際には、御釜神社にも立ち寄ったとされる。『奥の細道』の旅に随伴した河合曾良の『曾良旅日記』によれば、元禄2年（1689年）5月8日の未の刻に2人は塩竈へ到着した。そして「塩竈のかま」を見物したのち、その夜は法蓮寺門前に宿を取ったという。

## 境内

### 神竈

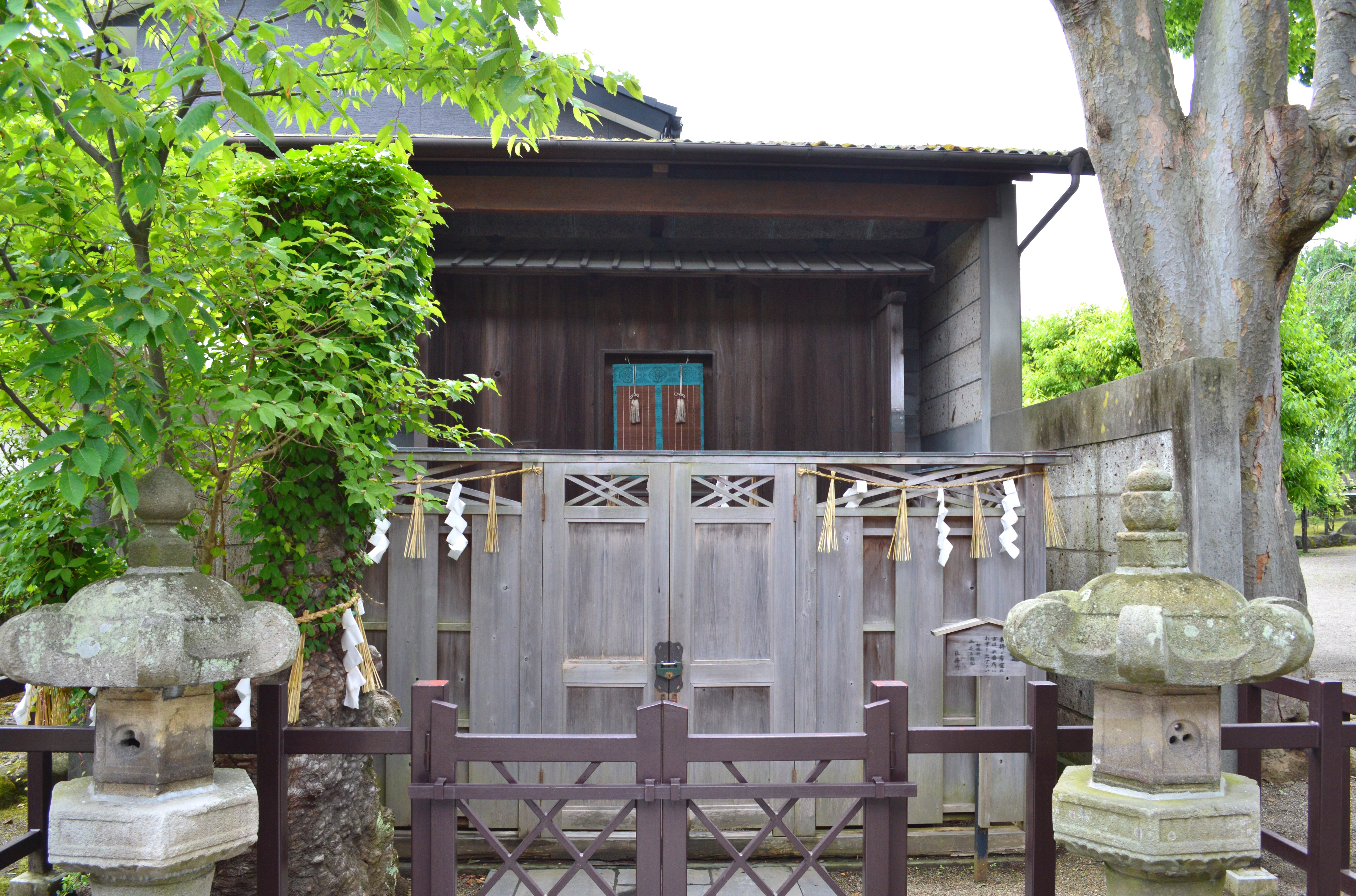
神竈奉置所透塀の中で神竈4口を安置。

御釜神社には鹽竈神社の神器とされる4口の竈が安置され、これらは「神竈（しんかま、神釜）」または「御釜（おかま）」と称される。『別当法蓮寺記』によれば、「塩竈」の地名はこの神器に由来するという。竈の中に張られた水は、干ばつの時にも絶えることがないといわれる。
『鹽竈社縁記』によれば、武甕槌命・経津主神の東北平定の際に、両神を先導した塩土老翁神がこの地に留まり現地の人々に製塩を教えたとし、その竈が今も残るという。『別当法蓮寺記』では、4口のうち「御臺の竈」は神が愛でたものと伝える。
『塩竈町方留書』によれば、4口の竈の大きさはそれぞれ次の通り。
1. 御臺の竈 - 深さ1寸6分（48.5mm）、廻り1丈4尺6寸（4,423.8mm）、差渡4尺（1,212mm）、厚1寸3分（39.4mm）。
2. 西の方 - 深さ6寸（181.8mm）、廻り1丈5尺（4,545mm）、差渡4尺7寸5分（1,439.2mm）、厚2寸（60.6mm）　。
3. 北の方 - 深さ6寸（181.8mm）、廻り1丈5尺6寸（4,726.8mm）、差渡4尺7寸5分（1,439.2mm）、厚2寸（60.6mm）。
4. 東の方 御宮脇 - 深さ5分（15.1mm）、廻り1丈5尺（4,545mm）、差渡4尺7寸5分（1,439.2mm）、厚2寸（60.6mm）。

『別当法蓮寺記』では、往古は7口の竈が存在したと伝える。それによれば、「赤眉」という者が3口を盗んだが、神の怒りにあって遠くに持ち去ることができなかった。そのため3口は、当地の野田、松島湾の海中、加美郡四釜にそれぞれ1口ずつ残されたという。当地の野田にあるとする1口は、田の土中にあるとし、その地を「釜田」と伝える（現在の宮城県塩竈市野田、JR東北本線の塩竈陸橋下あたりといわれる）。同地では耕すものが田に不浄を入れると祟りがあるとされ、収穫ののちは初穂を持ってまず鹽竈神社に供えるのを慣わしとする。松島湾の海中にある1口は御水替の際に海水を汲む釜ヶ淵に沈んでいるとする。最後の1口は加美郡四釜（現在の宮城県加美郡色麻町）にあるという。同地は昔、坂上田村麻呂が東征の際に鹽竈神社を勧請し、戦勝の神徳を崇めた地でもあるとする。
また『奥鹽地名集』によれば、古くは7つの釜があったが、そのうち3つは盗賊が持って行ったために今は4つになっていると言い伝えられており、盗まれた3つの釜はそれぞれ釜ヶ渕の海中、野田の釜田の田の中、そして志戸田村の塩釜殿という所の池の中に埋まっていると伝えられている。
このうち、志戸田村の塩釜殿は、現在の宮城県富谷市志戸田字塩竈にある「行神社」であるとされ、当社には塩土老翁神の釜の一つが飛んできて神社の池に沈んだという伝説がある。
さらに『嚢塵埃拾録』には「釜沈みの池　石名坂」として、「石名坂にある圓福寺には、今はなくなったがかつて古い池があり、大昔、塩土翁神が塩竈の人々に塩をとることを教えようと塩を煮る釜を運んでいた時、そのうちの一つがこの池に沈んだということで、池のほとりには塩竈さまが祀ってあった」という言い伝えが記述されている。なお、現在の仙台市若林区石名坂の圓福寺境内には、「塩竈大明神」の扁額が掲げられた祠堂が存在する。
昔あった竈の数には異説があり、『鹽社由来追考』では鹽竈神社14末社と同じ数の14口があったとする説、『奥羽観蹟聞老志』では6口あったとする説を紹介する。
能因法師の歌枕には、鹽竈神社の竈は坂上田村麻呂の東征の時に58,000人の兵糧を炊いた竈であるとの記述があるが、『鹽社由来追考』では鹽竈神社にそのような証拠は無いため誤説とする。
これら神竈に関しては、前述のように竈内の水の変色でト占が行われた。『塩竈町方留書』によれば、寛永13年（1636年）2月上旬から変色があった際は、伊達政宗が病気になり、祈祷を行なったが寛永13年5月24日に亡くなったという。その後、竈の水は元の澄んだ色に戻ったとされる。また同文書では、正保2年（1645年）、万治元年（1658年）、万治3年（1660年）、寛文10年（1670年）から寛文10年11年（1671年）、延宝3年（1675年）、天和元年（1681年）、貞享元年（1684年）、貞享2年（1685年）にも竈の水の変色があったという。
なお兵庫県高砂市にある生石神社では、生石神社の石の宝殿、霧島神宮（鹿児島県霧島市）の天逆鉾、そして御釜神社の神竈をして日本三奇と称する。

### 牛石
境内には牛石藤鞭社の脇の池中に「牛石」と称される霊石がある。『別当法蓮寺記』および『鹽社由来追考』によれば、鹽土老翁神が海水を煮て製塩する方法を人に教えた際、塩を運ばせた牛が石と化したという。神竈より巽の方角に50歩ほどの人家の裏、土中に背のみが見え、知らずに不浄を為すと祟るので柵で囲っている、と記録されている。これを信じる家には疫病を入れず、人の手足の煩いを除き、牛馬の病を癒すと伝えられている。
文化10年（1813年）再刻改の『牛石明神』図の説明書きによると、御釜神社に近い町家の裏、小池の中に在り、常には水が多くてわずかに背のみが見える、毎年7月6日にその水をさらう事があり、その奇絶なる姿を見ることができる、としている。現在も境内にある牛石藤鞭社の脇、柵に囲まれた池の中に、水が澄んでいればその背を見ることができる。
『奥鹽地名集』には、和賀佐彦という神が7歳の子供の姿となって塩を載せた牛を引かせたが、この牛が石と化したという異説が記載されている。
また、神が牛を引く際に使用した藤を逆さまに立てていたところ、これが根付いて1丈四方の白藤になったと言う。『塩竈町方留書』によれば、この藤は塩竈本町の次郎兵エ屋敷裏にあると伝えている。

## 摂末社

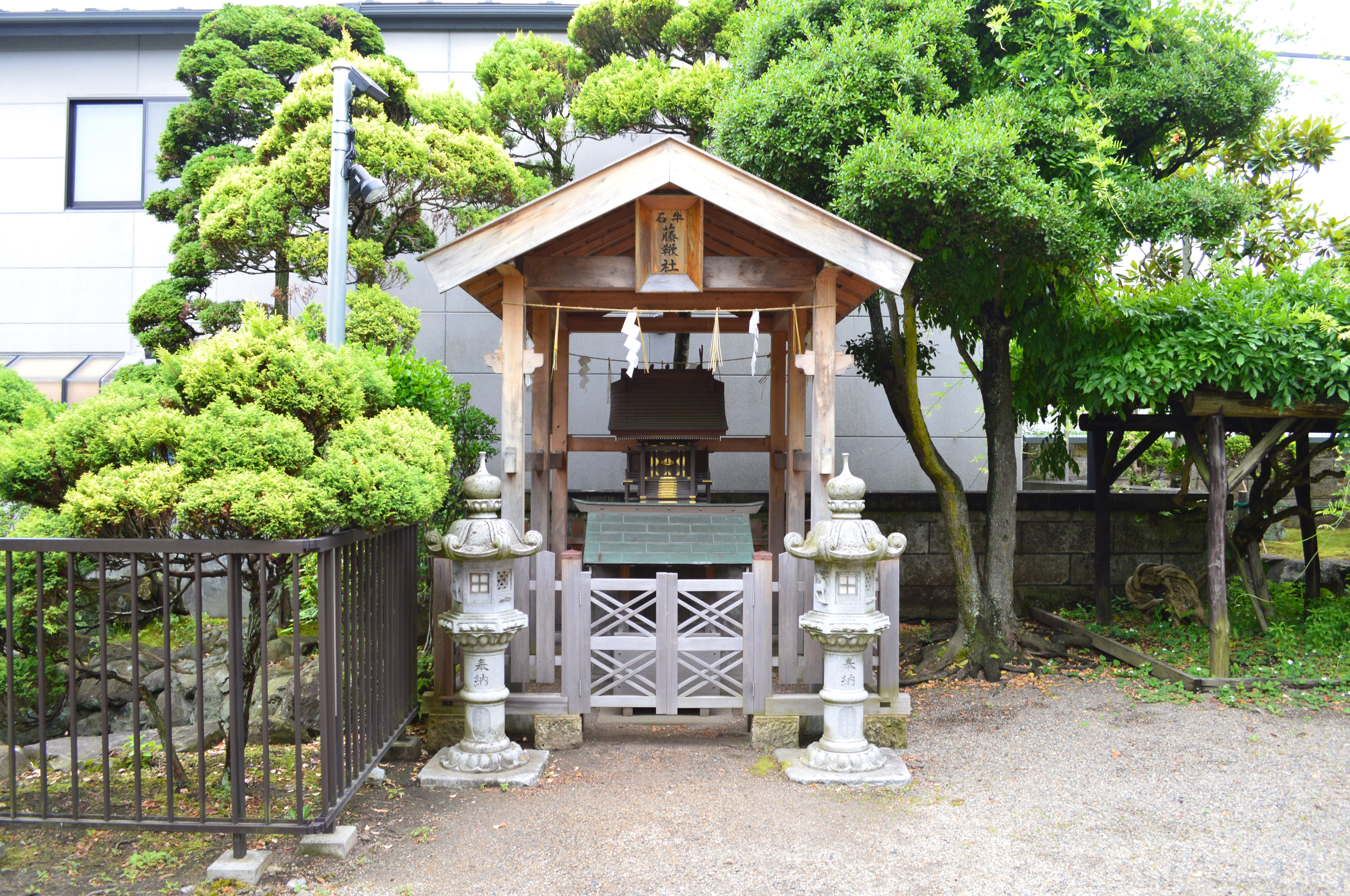
牛石藤鞭社

- 牛石藤鞭社（うしいしふじむちしゃ）
『塩竈町方留書』[9]によれば、前述の牛石と鞭藤の奇端を記念して宮を建て、祀るようになったという。元禄年間に失火により焼失。『宮城県神社名鑑』[2]によれば、社殿は江戸時代に民家の邸内に入り、昭和19年（1944年）にも戦災により焼失、昭和32年（1957年）に現地に再興されたという。

## 祭事

### 毎月の祭祀
- 月次祭 （毎月6日）

### 藻塩焼神事

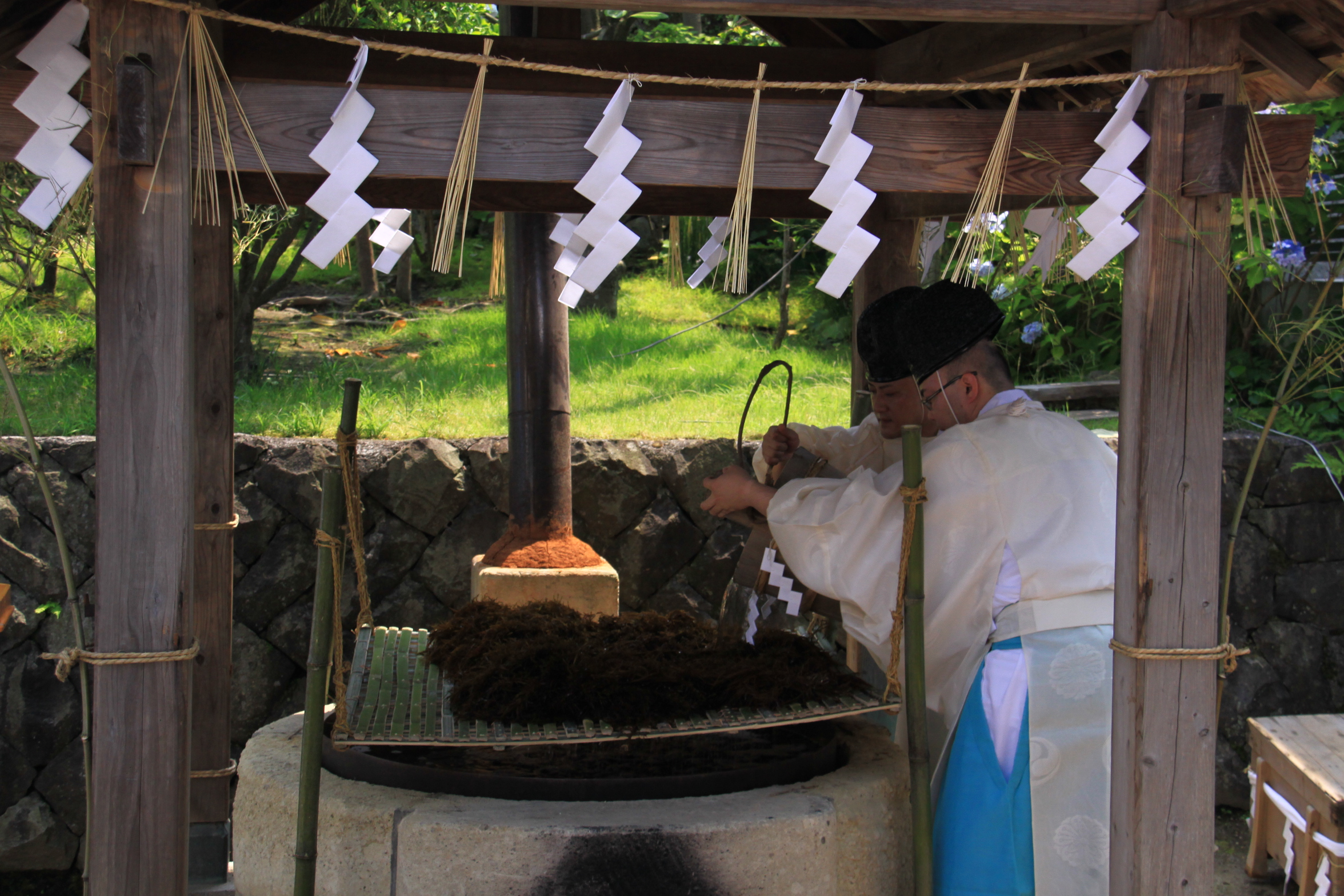
藻塩焼例祭広げたホンダワラの上から神職が潮水を注ぐ。

毎年7月10日の鹽竈神社例祭の際、3座の神前に御供えする神饌を調進するため、7月4日から7月6日の3日間に渡って「藻塩焼神事（もしおやきしんじ）」が当社で行われる。神事の起源は不明であるが、古代まで遡るものと考えられており、古代の一連の製塩に関する行事を現代に伝えるものとなっている。神事は藻刈・御水替・藻塩焼の3つの部分からなり、総じて「藻塩焼神事」として宮城県指定無形民俗文化財に指定されている。
- 藻刈 （7月4日）
鹽竈神社の幟を立てた小船を宮城郡七ヶ浜町花淵湾（鼻節神社の沖合）に出し、海底より海藻のホンダワラを刈り取って櫃に納めて持ち帰り、社殿に供える。
- 御水替 （7月5日）
午前10時、御釜神社に奉告の祭典を行ったのち、松島湾の釜ヶ淵に小船を出す。船上で儀式を行い、満潮時の海水を汲み帰って神竈の柵内に置く。午後5時より旧来の神竈の水を新桶に汲み取って残水を去り、竈の内外を藤蔓で洗浄してから、汲み帰って来た潮水を竈に入れる。
- 藻塩焼例祭 （7月6日）
神竈と同形に作った塩焼竈の上に竹で編んだ棚を置き、4日の藻刈により刈り取って来たホンダワラを広げる。その上から潮水を注いで竈の中に鹹水を蓄え、時間をかけて煮詰める。できた荒塩は採集して、まず御釜神社の神前に供え、10日に鹽竈神社の3座の神前に供える。
- 牛石藤鞭社祭典 （7月7日）

## 文化財

### 宮城県指定文化財
- 無形民俗文化財（風俗慣習）
  - 藻塩焼神事 - 昭和54年8月17日指定[15]。

### 塩竈市指定文化財
- 有形民俗文化財
  - 四口の神釜 - 昭和51年10月1日指定。